# Тарасенки (Киевская область)
Тарасенки (укр. Тарасенки) — село, входит в Фастовский район Киевской области Украины.
Население по переписи 2001 года составляло 21 человек. Почтовый индекс — 08520. Телефонный код — 4565. Занимает площадь 0,09 км². Код КОАТУУ — 3224987204.

## Местный совет
08522, Київська обл., Фастівський р-н, с.Велика Мотовилівка, вул.Шкільна,1